# Baltazaria catemaco
Baltazaria catemaco is een insect dat behoort tot de orde vliesvleugeligen (Hymenoptera) en de familie van de gewone sluipwespen (Ichneumonidae). De wetenschappelijke naam van de soort werd in 2005 gepubliceerd door Kasparyan & Ruiz-Cancino.